# Saawariya
Saawariya är en indisk film från år 2007 regisserad av Sanjay Leela Bhansali, löst baserad på en novellen Vita nätter av Fjodor Dostojevskij. Huvudrollerna spelas av Ranbir Kapoor och Sonam Kapoor.

## Rollista
- Ranbir Kapoor - Raj
- Sonam Kapoor - Sakina Ibrahim
- Rani Mukherji - Gulabji
- Salman Khan - Imaan
- Vibha Chibber - Naseeban
- Zohra Sehgal - Lilian/Lilipop
- Begum Para - Nabila/Badi Ammi
- Atheya Chaudhri - Jhumri Aapa
- Kenny Desai - Mr D'Costa
- Sanaya Irani - Aaditi/Dansare/D'Costa’s flickvän